# Danka Ilić
Danka Ilić (Böblingen, 9 luglio 1978) è un'ex cestista tedesca.

## Carriera
Con la Germania ha disputato i Campionati europei del 1999.